# Pteridina
La pteridina és un compost químic aromàtic compost d'anells fusionats de pirimidina i pirazina. Una pteridina també és un grup de compostos heterocíclics que contenen una gran varietat de substitucions en la seva estructura. Pterines i flavines són classes de pteridines substituïdes que tenen activitat biològica important.
La pteridina és un precursor en la síntesi d'àcid dihidrofòlic en molts microorganismes. La pteridina i l'àcid 4-aminobenzoic, es converteixen per l'enzim dihidropteroat sintetasa en àcid dihidrofòlic en la presència de glutamat. L'enzim dihidropteroat sintetasa és inhibit per l'antibiòtic sulfonamida.